# Thunbergia kirkiana
Thunbergia kirkiana is een plantensoort uit de Acanthusfamilie (Acanthaceae). De soort komt voor in de zuidelijke helft van het Afrikaanse continent.
... · 
T. adenocalyx · 
T. alata (Suzanne-met-de-mooie-ogen) · 
T. amoena · 
T. anatina · 
T. angolensis · 
T. angulata · 
T. annua · 
T. armipotens · 
T. arnhemica · 
T. atacorensis · 
T. atriplicifolia · 
T. austromontana · 
T. bancana · 
T. barbata · 
T. batjanensis · 
T. battiscombei · 
T. benguettensis · 
T. bianoensis · 
T. bicolor · 
T. bogoroensis · 
T. brachypoda · 
T. brachytyla · 
T. buennemeyeri · 
T. capensis · 
T. chrysops · 
T. clarkei · 
T. coccinea · 
T. colpifera · 
T. crispa · 
T. dasychlamys · 
T. dregeana · 
T. eberhardtii · 
T. erecta · 
T. erythreae · 
T. eymae · 
T. fasciculata · 
T. fastuosa · 
T. fischeri · 
T. fragrans · 
T. geoffrayi · 
T. gibsonii · 
T. gracilis · 
T. graminifolia · 
T. grandiflora (Grootbloemige thunbergia)  · 
T. gregorii · 
T. guerkeana · 
T. hamata · 
T. hastata · 
T. hebecocca · 
T. hederifolia · 
T. heterochondros · 
T. hirsuta · 
T. holstii · 
T. huillensis · 
T. hyalina · 
T. ilocana · 
T. jayii · 
T. kangeanensis · 
T. kirkiana · 
T. kirkii · 
T. laborans · 
T. lacei · 
T. laevis · 
T. lancifolia · 
T. lathyroides · 
T. laurifolia · 
T. liebrechtsiana · 
T. maculata · 
T. masisiensis · 
T. mechowii · 
T. microchlamys · 
T. mildbraediana · 
T. mufindiensis · 
T. mysorensis (Mysore-winde) · 
T. natalensis · 
T. petersiana · 
T. pondoensis · 
T. purpurata · 
T. pynaertii · 
T. quadrialata · 
T. quadricostata · 
T. richardsiae · 
T. rufescens · 
T. ruspolii · 
T. schimbensis · 
T. stelligera · 
T. trachychlamys · 
T. vogeliana · 
...